# Objectif Terre, mission apocalypse
Pour les articles homonymes, voir Godzilla.
Série Showa
Godzilla vs Hedora
(1971) Godzilla 1980
(1973)
Pour plus de détails, voir Fiche technique et Distribution.
Objectif Terre, mission apocalypse ou Godzilla vs Gigan (地球攻撃命令 ゴジラ対ガイガン, Chikyū kōgeki meirei: Gojira tai Gaigan)  est un film japonais réalisé par Jun Fukuda et sorti en 1972. 

## Synopsis
Des extraterrestres, venus d'un système nébulaire détruit, planifient l'invasion de la planète Terre en prenant comme couverture un parc d'attractions pour enfants. En réalité, la tour Godzilla qu'ils ont construit leur sert à contrôler Gigan et King Ghidorah qui détruisent tout sur leur chemin. Godzilla et Anguirus tentent d'arrêter les deux monstres de l'espace.

## Fiche technique
- Titre : Objectif Terre, mission apocalypse ,  a été distribué en VHS en France également sous le titre Extermination 2025 par New's Video Films.
- Autre titre : Godzilla vs Gigan
- Titre original : 地球攻撃命令 ゴジラ対ガイガン (Chikyū kōgeki meirei: Gojira tai Gaigan)
- Réalisation : Jun Fukuda
- Scénario : Takeshi Kimura et Shinichi Sekizawa
- Musique : Akira Ifukube
- Pays d'origine : Japon
- Langue : Japonais
- Format : Couleur
- Genre : Science-fiction et action
- Durée : 89 minutes
- Dates de sortie :
  -  Japon : 12 mars 1972
  -  France : 26 juillet 1973

## Distribution
- Hiroshi Ishikawa : Gengo Kotaka
- Yuriko Hishimi : Tomoko Tomoe
- Minoru Takashima : Shosaku Takasugi
- Tomoko Umeda : Machiko Shima
- Toshiaki Nishizawa : Kubota, le patron du parc d'attractions
- Zan Fujita : Fumio Sudo
- Kunio Murai : Takashi Shima
- Gen Shimizu : le commandant des forces terrestres
- Zekō Nakamura : le prêtre
- Kuniko Ashihara : la mère de Fumio
- Akio Murata : l'éditeur du magazine de mangas

## Box-office
Le film a rapporté environ 20 millions de dollars au box-office mondial.